# 吉田ユニ
吉田 ユニ（よしだ ユニ、1980年10月2日 - ）は、東京都出身のグラフィックデザイナー、アートディレクター。

## 来歴
女子美術大学付属高等学校・中学校、女子美術大学芸術学部デザイン科造形計画専攻卒業。中学校と高校で絵画とデザインを学び、大学ではデザインを専攻。女子美付属校では弓道部に所属。
女子美術大学を卒業後、大貫デザインへ入社。大貫卓也に師事し、ラフォーレ原宿25周年キャンペーン、新潮文庫「Yonda?」キャンペーン等の制作に携わる。
野田凪が主宰する宇宙カントリーにアートディレクターとして参加し制作活動を行う。
2007年に独立。広告デザイン、プロダクトデザイン、装丁、CDジャケットデザイン、パッケージデザインなど各方面で活躍。

## 主な作品
広告
- ラフォーレ原宿
- パルコ
- 渋谷ヒカリエ
- Afternoon Tea - 「Fantastic Christmas Carnival」
- そごう西武 - 「クリスマスキャンペーン　スターウォーズコラボ」
- メルセデス・ベンツ - 「FASHION WEEK TOKYO」
- ワコール - 「FUL FRU AMPHI」
- 渡辺直美展
- 人は見た目が100パーセント
- ルミネ
- 新光三越 - 「2017 SUMMER SHOPPING FESTIVAL」
- エテュセ

CDジャケット
- イェソン -「Unfading Sense」Special ver.
- 木村カエラ - 「Sync」
- 堂本剛 - 「瞬き」
- 中川翔子 - 「続 混沌」「さかさま世界/Once Upon a Time -キボウノウタ-」
- ねごと - 「ex Negoto」
- 南波志帆 - 「水色ジェネレーション」（第2回ミュージック・ジャケット大賞2012特別賞受賞）
- Chara - 「恋文」
- 星野源 - 「YELLOW DANCER」「恋」「いのちの車窓から」「MUSIC VIDEO TOUR 2010-2017」「Family Song」「ドラえもん」「アイデア」「POP VIRUS」
- Perfume - 「COSMIC EXPLORER」
- Yun*chi - 「Yun*chi」(ミニアルバム）（第3回ミュージック・ジャケット大賞2013大賞受賞）「Shake you*」「Your song*」「Asterisk*」「Starlight*」「Lucky Girl*」「Pixie Dust* 」
- Dream (音楽グループ) - 「ブランケット・スノウ」
- Ami (Dream) - 「はやく逢いたい」
- ぼくのりりっくのぼうよみ - 「SKY's the limit/つきとさなぎ」「Fruits Decaying」「人間」「没落」
- 宮本浩次 - 「ROMANCE」
- Vaundy -  「裸の勇者」

ミュージックPV
- Chara - 「恋文」
- 安室奈美恵 - 「Hot Girls」
- 星野源 - 「恋」 「ドラえもん」  「アイデア」
- V6 - 「Remember your love」
- 木村カエラ - 「時計の針 〜愛してもあなたが遠くなるの〜」

## 個展
- IMAGINATOMY（ラフォーレミュージアム原宿（2014年11月））[3]

- THE MOMENT（OFS gallery（2022年5月13日 ～ 7月3日））

## 作品集
- GASBOOK30 YUNI YOSHIDA（2014年11月）

## 受賞歴
- 東京ADC賞（2016年、三菱地所アルティアム「吉田ユニ展 IMAGINATORY」の環境空間）
- 毎日デザイン賞2019（2020年）[4]

## 出演
- 情熱大陸 (毎日放送・2017年4月30日)